# Психолог
Психолог је научник који се бави психологијом и проучава ментална стања, перцептивне, когнитивне, емоционалне и друштвене процесе и понашања. Њихов рад често укључује експериментисање, посматрање и тумачење како се појединци односе једни према другима и према свом окружењу.
Психолози обично стичу диплому из психологије, а затим магистрирају или докторирају из психологије. За разлику од психијатара и психијатријских медицинских сестара, психолози обично не могу да преписују лекове, али у зависности од надлежности, поједини психолози са додатном обуком могу бити лиценцирани за преписивање лекова; квалификациони захтеви могу да се разликују од оних за дипломе и магистрате.
Психолози пролазе опсежну обуку о психолошком тестирању, бодовању, тумачењу и извештавању, док психијатри обично нису обучени за психолошко тестирање. Психолози су такође обучени и често се специјализују за једну или више психотерапије за побољшање симптома многих менталних поремећаја, укључујући, између осталог, лечење анксиозности, депресије, посттрауматског стресног поремећаја, шизофреније, биполарног поремећаја, поремећаја личности и поремећаја у исхрани . Лечење психолога може бити индивидуално или групно . Когнитивна терапија се често користи, добро је проучавана и високоефикасна психотерапија коју практикују психолози. Психолози могу да раде са низом институција и људи, као што су школе, затвори, приватние клинике, радним организацијама (предузећа, фабрике, заводима за рад и запошљавање итд.) или са спортским тимом.
Примењене психолошке дисциплине примењују теорију за решавање проблема у понашању људи и животиња. Примењене области укључују клиничку психологију, психологију саветовања, спортску психолгију, форензичку психологију, психологију рада, здравствену психологију и школску психологију . Лиценцирање и прописи могу се разликовати у зависности од државе и професије.

### Радни однос
У Сједињеним Државама, од 170.200 психолога, 152.000 је запослено на клиничким, саветодавним и школским позицијама; На индустријско-организационим радним местима запослено је 2.300, а на „свим осталим“ позицијама 15.900.
Медијан плата у САД за клиничке, саветодавне и школске психологе у мају 2020. била је 79.820 $, а средња плата организационих психолога у мају 2019. била је 92.980 $.
Психолози могу да раде у примењеним или академским окружењима. Академски психолози образују студенте високог образовања и спроводе истраживања, при чему је истраживање на нивоу дипломаца важан део академске психологије. Академске позиције могу бити сталне или привремене, при чему су сталне позиције веома пожељне.